# Мицо Гъсков
Димитър (Мицо) Гъсков, известен като Мицо Кехая, Мицо Кяа, деец на Вътрешната македоно-одринска революционна организация.

## Биография
Мицо Гъсков е роден в ениджевардарското село Аларе, тогава в Османската империя, днес в Гърция. Занимава се със скотовъдство и натрупва богатство. Присъединява се към българската революционна организация и е член на управителното тяло на ВМОРО в Аларе. Преследван от властите, неколкократно лежи в турски затвори. За кратко е кмет на селото. След 1922 година е заточен на Крит, където  умира. Имотите му са заграбени от гръцки бежанци.